# Beierse Maximiliaansorde voor Wetenschap en Kunst

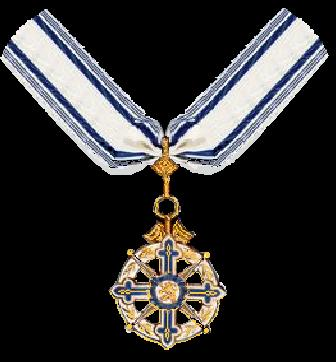
Het nieuwe kruis van de Orde.

De Beierse Maximiliaansorde voor Wetenschap en Kunst (Duits: Der Bayerische Maximiliansorden für Wissenschaft und Kunst) is de opvolger, of de herstelde vorm, van de in 1853 door koning Maximiliaan II van Beieren gestichte Maximiliaansorde voor Wetenschap en Kunst, een orde van verdienste voor wetenschappers en kunstenaars.
De Orde werd ook na de val van de Beierse monarchie in 1918 nog verleend, waarbij de regel gold dat er nooit meer dan 100 dragers tegelijk in leven mochten zijn. In de naziperiode geraakte de Orde, net als zijn Pruisische evenknie de Orde "Pour le Mérite" voor Wetenschap en Kunst in vergetelheid. De laatste drager, de kunstenaar Bernhard Bleeker, stierf in 1968.
De Orde werd in 1980, nu als "Beierse" Maximiliaansorde voor Wetenschap en Kunst weer ingesteld op initiatief van de zeer traditie-gevoelige Beierse premier Franz Josef Strauss. In de wet waarin de orde weer werd ingesteld heet het dat het gaat "om de voortzetting van een oude Beierse traditie". De Orde is immers een van de historische orden van Beieren.
Deze hoge onderscheiding, die met lichte spot ook wel de "Beierse Nobelprijs" werd en wordt genoemd, werd tot 1933 slechts 146 maal verleend. Onder de na de heroprichting gedecoreerden zijn:
- Cornelia Froboess (2005, in de afdeling kunst)
- Anne-Sophie Mutter (2002, in de afdeling kunst)
- Sir Colin Davis (2000, in de afdeling kunst)
- Kardinaal Joseph Ratzinger (1996, in de afdeling wetenschap)
- Ernst Jünger (1986, in de afdeling kunst)
- Dietrich Fischer-Dieskau (1984, in de afdeling kunst)
- Wilhelm Kempff (1984, in de afdeling kunst)
- Golo Mann (1981, in de afdeling wetenschap)
- Heinz Rühmann (1981, in de afdeling kunst)

Ook nu mogen er niet meer dan 100 leden zijn.

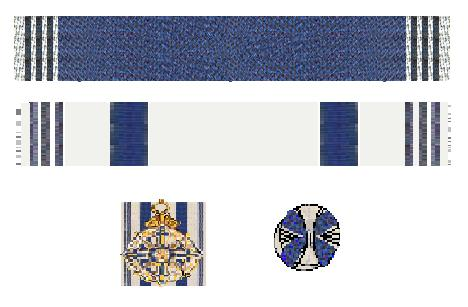
de linten van de Orde; van boven naar beneden:
Het lint van 1853-1933
het in 1980 gekozen lint
de baton en het rozet.

De Orde kent net als zijn voorganger twee afdelingen, wetenschap en kunst, maar de afdelingen zijn niet langer herkenbaar aan de afbeelding van een uiltje of het mythische paard Pegasus op de keerzijde van het medaillon. Dat medaillon bevat nu de ruiten van het Beierse wapen.

Het gouden kruis was vroeger aan een Beierse koningskroon bevestigd. Nu is daar een fraai bewerkte gouden gesp voor in de plaats gekomen.

Het ordeteken is net als voorheen een op de gotiek geïnspireerd blauwgeëmailleerd kruis maar de naar de stichter verwijzende tekst op de armen ontbreekt. Dat geldt ook voor het portret van de koning en de rode band met zijn naam en titel. In plaats daarvan is er een blauwe band met de woorden "FÜR WISSENSCHAFT UND KUNST" en draagt het medaillon een gouden Beiers leeuwtje.
 Rond het kruis zijn vier gouden stralen en een smalle witte band met enige lauwertakken aangebracht.
Ook het lint is veranderd; het is sinds 1980 wit met drie smalle en een brede blauwe bies. In afwijking van de Duitse traditie dragen de gedecoreerden een rozet in het knoopsgat van hun kostuum. Wél geheel volgens de Duitse traditie is de vierkante baton met een miniatuur van het ordekruis.
Het lint van de Orde wordt "en sautoir", dat wil zeggen om de hals, gedragen en is het eigendom van de gedecoreerden. Dames dragen het kruis aan een strik op de linkerschouder.